# Missa en si menor
Missa en si menor o Gran Missa és una missa composta pel compositor alemany Johann Sebastian Bach, catalogada com BWV 232. En el llegat de Carl Philipp Emanuel Bach apareix com Gran Missa Catòlica.
Segons els investigadors, bona part de les seves 25 peces són «paròdies» (material original del mateix autor reutilitzat en una obra nova). Friedrich Smend (1893-1980), prestigiós estudiós de Bach, exposa que no es tracta d'una obra homogènia sinó d'una reunió accidental de quatre obres completes destinades al servei religiós luterà i consignades per Bach en un recull. Segons el director Nikolaus Harnoncourt, la quarta part Osanna, Bendictus, Agnus Dei et dona nobis pacem no tindria un lloc en el servei religiós luterà pel fet de ser música acompanyant la distribució de la comunió i inapropiada per la seva riquesa i pompositat instrumental (amb doble cor, timbals i trompetes). Tant Harnoncourt com Georg von Dadelsen pensen que, per la successió exacta dels seus moviments i per la seva distribució i tonalitat, no pot interpretar-se d'altra manera que com una obra sencera.
La cronologia d'aquesta obra i les dates de la seva primera execució no estan del tot clares, però Smend proposa l'any 1724 per l'acabament del Sanctus com a obra independent i executada per primera vegada el Nadal d'aquell any; 1733 per la composició de la Missa (que constaria del Kyrie i Gloria) i executada el 21 d'abril de 1733 amb motiu de l'elecció del nou príncep elector després de la mort d'August II el Fort; i cap a 1749 la composició del Symbolum Nicenum (Credo); des d'aquell any continuà la seva ampliació de l'obra amb l'escriptura del Sanctus, composició i escriptura dels restants moviment des d'Hosanna fins al Dona nobis pacem i enquadernació conjunta de totes les partitures.
En els últims anys de la seva vida, Bach va ampliar els moviments que havia escrit fins a completar la missa. Es coneix poca cosa respecte a les execucions de l'obra dirigides pel mateix Bach, però si que es té per gairebé cert que mai la va executar completament.
Bach va acabar la partitura de la Missa en si menor al voltant dels anys 1747 a 1749, just a l'època en què va escriure les seves grans obres, L'art de la fuga i L'Ofrena Musical. La utilització per a aquesta partitura de treballs ja compostos (Sanctus) i l'addició, per fer-ne una missa completa, de l'adaptació d'altres composicions adequades poden fàcilment explicar-se pel fet que Bach estava desitjós de deixar per a la posteritat, a banda de les Passions i les seves altres grans obres cícliques, una gran missa llatina.
També és curiós, com a luterà ortodox que era, que la missa fos supraconfessional al mateix temps que catòlica. La raó la podem trobar en la dedicatòria de l'obra al rei August III de Polònia, que era catòlic.
En la lectura del testament de Bach, el manuscrit original va anar a parar a mans de Carl Philipp Emanuel Bach i adquirit més tard per Nägeli. La primera interpretació pública va ser l'any 1834/1835 per la Berliner Singakademie dirigida per Rundhagen; el primer projecte d'edició data de 1816 per part de l'editor Wesley.